# Heterotricha equalis
Heterotricha equalis är en tvåvingeart som beskrevs av Freeman 1951. Heterotricha equalis ingår i släktet Heterotricha och familjen slemrörsmyggor. Inga underarter finns listade i Catalogue of Life.